# Eyvindr skáldaspillir
Eyvindr skáldaspillir était un scalde du Xe siècle, probablement norvégien, né vers 920 et mort vers 990 à Alstahaug aujourd'hui situé dans le comté de Nordland. Son surnom skáldaspillir signifie qu'il s'est basé notamment sur la littérature de scaldes antérieurs de langue norroise. Ses textes sont postérieurs à ceux de Bragi Boddason un des plus anciens scaldes dont nous connaissons des textes.

## Biographie
Eyvindr skáldaspillir était le poète lauréat du roi Håkon Ier de Norvège et du comte Håkon Sigurdsson.
Son fils Hárekr devint plus tard un chef éminent en Norvège qui participa à la Bataille de Stiklestad où ses troupes battirent celles du roi Olaf II de Norvège qui fut tué au cours de cette bataille.
Ses œuvres toujours conservées sont,:
- Hákonarmál, composé à la mémoire du roi Hákon et raconte sa réception au Valhalla. Le poème est similaire à l'ancien Eiríksmál.
- Háleygjatal, raconte les ancêtres du comte Hákon jusqu'au dieu Odin et raconte leur mort. Le poème est similaire au premier Ynglingatal. Quelque 14 strophes autonomes (lausarvísur) nous sont parvenues relatant des événements historiques. Certaines strophes sont mentionnées dans le deuxième couplet de l' hymne national norvégien  Ja, vi elsker dette landet.

Eyvindr s'est fortement inspiré de la poésie antérieure dans ses œuvres. Le surnom "skáldaspillir" signifie littéralement "spoiler des poètes" et est parfois traduit par "plagiaire", bien que cela puisse aussi signifier qu'il était meilleur que tout autre poète.

## Sources
1. ↑  Catalogue de la Bibliothèque nationale allemande
2. ↑  Bibliographie norvégienne du poète Eyvindr skáldaspillir
3. ↑  Recueil de poèmes Hákonarmál et Háleygjatal